# نقابة المحامين المصرية
كانت المحاماة في مصر قد مرت بمراحل تاريخية ترتبط ارتباطا وثيقا بوجودها، وتعددت هذه المراحل بتنوع الظروف والملابسات التاريخية والاجتماعية على مدار السنوات الطوال في عمر هذه المهنة العريقة.

## نبذة مختصرة
مهنة المحاماة ظهرت في مصر سنة 1884 تحت اسم «مهنة الوكلاء»، وصدر حينها لائحة لتنظيم المرافعات أمام المحاكم، والشروط التي يجب أن يتمتع بها المترافعون (المحامون). وضعت أول بذرة سنة 1885 بالمركز التجاري في الإسكندرية عندما أجاز توكيل الخصوم لغيرهم في الحضور أمامه، بعد ذلك نشأت المحاكم المختلطة والمحاكم الأهلية، وأجازت الحضور نيابة عن الخصوم، بعمل جداول فيها، وكان الشرط الوحيد لدخول الوكيل هو حسن السمعة وفصاحة اللسان. بعد ذلك وبعد إنشاء الخديوي إسماعيل «مدرسة الإدارة واللغات» والتي تطورت بعد ذلك لتصبح «مدرسة الحقوق» ثم كلية الحقوق على النمط الفرنسي، فبدأوا أن يشترطوا في الوكالة أن يكون حاصلاً على ليسانس الحقوق.
في أول الأمر كان يوجد تنظيم للمهنة، وسنة 1912 تشكلت نقابة (مؤسسة تجمع أبناء المهنة الواحدة) منفصلة لكل محكمة، ما يجعلها من أقدم النقابات على مستوى العالم العربي، حتى سنة 1956 عندما ألغيت المحكمة الشرعية ضمّت النقابات المنفصلة لتتشكل كنقابة موحّدة.
وكان نقباء المحامين من رموز الحياة السياسية والقانونية في مصر، وأولهم إبراهيم الهلباوي وآخرهم رجائي عطية. وعلى مدار 100 سنة تعاقب النقباء على النقابة، لكل منهم سجلاً ضمن مجلس النقابة في الحياة السياسية والتشريعية والقانونية.
وخلال الفترة الليبرالية في مصر خلال القرن الـ19 وحتى ثورة يوليو، لعب المحامون أدواراً بارزة في الحياة السياسية وكان معظم قيادات مصر خريجو كلية الحقوق، وارتبط هذا بوجود نقابة المحامين بالعمل السياسي والحزبي في مصر لتلك الفترة، ويستمر ذلك حتى اليوم.

## النشأة والتاريخ
شهدت مصر نشأة ثلاث نقابات للمحامين في بداية ظهور المهنة، وكان الهدف من إنشاء أول نقابة للمحامين في مصر في مسيرة العمل النقابي لهم رعاية مصالح المحامين المصريين الذين يترافعون أمام المحاكم المختلطة، وألغيت «نقابة المحامين المصريين أمام المحاكم المختلطة» في إبريل 1949 عقب إلغاء المحاكم المختلطة ذاتها، ثم أُلغيت أيضًا «نقابة المحامين أمام المحاكم الشرعية» مع إلغاء المحاكم الشرعية في مصر في يناير 1956، ولكنّ «نقابة المحامين أمام المحاكم الأهلية»، والتي أنشئت رسميًا في 30 سبتمبر 1912 أصبحت هي نواة وكانت أهم مراحل عمل النقابة مع صدور قانون المحاماة رقم 26 بتاريخ 30 سبتمبر سنة 1912، وهو عام التأسيس الرسمي.

## نقباء المحامين
1. إبراهيم الهلباوي (أول نقيب للمحامين)
2. عبد العزيز فهمي
3. محمود أبو النصر
4. أحمد لطفي
5. مرقص حنا
6. محمد أبو شادي
7. محمد حافظ رمضان
8. محمود بسيوني
9. محمد نجيب الغرابلي
10. مكرم عبيد
11. كامل صدقي بك
12. محمد على علوبة
13. عبد الحميد عبد الحق
14. كامل يوسف صالح
15. محمود فهمي جندية
16. عمر عمر
17. محمد صبري أبو علم
18. عبد الفتاح الشلقاني
19. عبد الرحمن الرافعي
20. مصطفى البرادعي
21. عبد العزيز الشوربجي
22. أحمد الخواجة
23. سامح عاشور
24. حمدي خليفة[1]
25. رجائي عطية
26. عبد الحليم علام

## أهداف النقابة
تعمل النقابة على تحقيق الأهداف الآتية وفق أحكام قانون المحاماة كمؤسسة مهنية مستقلة تضم المحامين في جمهورية مصر العربية المقيدين بجداولها وتتمتع بالشخصية الاعتبارية ومقرها القاهرة وتتبعها ونقابات فرعية على النحو الذي ينظمه القانون.
1. تنظيم ممارسة مهنة المحاماة وضمان حسن أدائها.
2. كفالة حق الدفاع للمواطنين وتقديم المساعدات القضائية لغير القادرين منهم.
3. العناية بمصالح أعضائها وتزكية روح التعاون بينهم وضمان استقلالهم في أداء رسالتهم.
4. تشجيع البحوث القانونية ودراسات الشريعة الإسلامية.
5. التعاون مع النقابات المهنية والمنظمات المماثلة في الدول العربية والدول الأفريقية وغيرها للعمل على خدمة الأهداف القومية للأمة العربية ونصرة قضايا الحرية والسلام والتقدم.